# Червонолистий бук (Яворівський район)
Червоноли́стий бук — ботанічна пам'ятка природи місцевого значення в Україні. Об'єкт природно-заповідного фонду Львівської області. 
Розташований у межах Яворівського району Львівської області, в центральній частині міста Яворів, на вул. Львівській, 12 (при будинку Яворівського районного відділу Управління Державної міграційної служби у Львівській області).
Площа 0,05 га. Статус надано 1984 року. Перебуває у віданні міського підприємства «Благоустрій».
Статус надано для збереження одного екземпляра вікового бука червонолистої форми.